# Umberto Tozzi
Umberto Antonio Tozzi (Turim, 4 de março de 1952) é um cantor e compositor de música pop e rock italiano. Com mais de 80 milhões de álbuns vendidos, é um dos cantores italianos mais famosos de todo o mundo juntamente com seu maior parceiro musical, Marco Masini.

## Carreira
Umberto Tozzi começou sua carreira com 12 anos, e aos 14 anos Tozzi se juntou a Banda de Rock Off Sound, uma das maiores bandas de rock dos anos 50 e na cena noturna de Turim. Em Milão, ele conheceu Adriano Pappalardo, com quem formou uma banda de Rock Clássico e iniciou uma grande turnê por toda Itália.
Em 2006 lançou um dos albuns mais vendidos da história com o lendário cantor de Rock Ópera e seu melhor amigo, Marco Masini. Umberto Tozzi aos 22 anos, teve seu primeiro sucesso como compositor com a canção "Un corpo, un'anima", coescrita com Damiano Dattoli e interpretada por Wess e Dori Ghezzi. A música ganhou destaque após aparecer em Canzonissima, programa musical da televisão italiana que foi ao ar entre 1956 e 1974.
Em 1976, Tozzi lançou seu primeiro álbum, intitulado Donna amante mia, do qual foi promovida a canção "Io camminerò", que anteriormente havia sido um sucesso na voz de Fausto Leali. No ano seguinte, Tozzi lança seu segundo álbum, que contém aquela que se tornaria sua primeira canção de sucesso internacional, "Ti amo". A canção permaneceu em primeiro lugar na parada de sucesso italiana por sete meses consecutivos, se tornando um dos compactos mais vendidos de todos os tempos no país. A canção também atingiu certo sucesso internacional no resto da Europa. Nas Américas, a canção fez sucesso primeiramente em discotecas. Na Austrália, o compacto foi certificado com o disco de ouro no final de 1979, apesar de ter atingido apenas a posição de número 25 na parada de sucesso dopaís.
Em 1978, Tozzi lança Tu e, no ano seguinte, lança aquela que talvez seja sua canção mais famosa, "Gloria". O cover da cantora estadunidense Laura Branigan para a canção, gravado em 1982, ajudou a divulgar o nome de Tozzi nos Estados Unidos. Branigan gravou a canção com o arranjador e tecladista da versão original de Tozzi, Greg Mathieson, que coproduziu a canção com Jack White. A versão de Branigan atingiu a segunda posição do Billboard Hot 100 e rendeu-lhe uma indicação ao Grammy de melhor interpretação vocal feminina. Mais tarde, Branigan gravou mais duas composições de Tozzi, "Mama" e "Ti amo". O cover de "Ti amo" atingiu bom sucesso no Canadá e na Austrália, mas não repetiu o sucesso de "Gloria" nos EUA.
No início da década de 1980, Tozzi lançou Tozzi, seu primeiro álbum ao vivo, que foi gravado com uma banda de músicos estadunidenses. Após alguns anos de ausência da cena musical, Tozzi teve a ideia de fazer uma colaboração com Gianni Morandi e Enrico Ruggeri para o popular Festival de Sanremo. Assim sendo, o trio venceu a edição de 1987 do festival com a canção "Si può dare di più". No mesmo ano, Tozzi também representou a Itália no Festival Eurovisão daquele ano, onde interpretou "Gente di Mare" com Raffaele Riefoli. O dueto recebeu 103 pontos e ficou em terceiro lugar geral da disputa. No Brasil, a canção "Gente di Mare" ganhou uma versão em português chamada "Felicidade" gravada pelo cantor Fábio Jr. para o álbum Vida de 1988. No ano seguinte, Tozzi lança seu segundo álbum gravado ao vivo, The Royal Albert Hall. Ainda na década de 1980, a canção "Eva", do álbum homônimo, teve versão em português gravada pelo grupo de rock brasileiro Rádio Táxi. 
Na década de 1990, gravou os álbuns Gli altri siamo noi (1991), Equivocando (1994), Il grido (1996) e Aria e cielo (1997). Ele também lançou duas coletâneas, Le mie canzoni (1991) e Bagaglio a mano (1999). Em 1997, a Banda Eva, ainda com Ivete Sangalo como vocalista, regrava a versão em português de "Eva", aquela que talvez seja a canção mais conhecida de Tozzi junto ao público brasileiro.
Em 2000 e 2005, Tozzi voltou a se apresentar no Festival de Sanremo com as canções "Un'altra vita" e "Le Parole", respectivamente. Entre as duas participações no festival, ele lançou um dueto com a cantora francesa Lena Ka de seu clássico "Ti amo", intitulado "Ti amo (Rien que des mots)". Tozzi também lançou um outro álbum com seus maiores sucessos, o duplo The Best Of, que incluía o single "E non volo". Em 2006, lançou dois álbuns: Heterogene e Tozzi/Masini, uma colaboração com Marco Masini. Em 2007, lançou La Più Belle Canzoni.

## Discografia

### Álbuns
- 1976: Donna amante mia
- 1977: È nell'aria... ti amo
- 1978: Tu
- 1979: Gloria
- 1980: Tozzi
- 1981: Notte rosa
- 1982: Eva
- 1984: Hurrah
- 1987: Invisibile
- 1991: Gli altri siamo noi
- 1994: Equivocando
- 1996: Il grido
- 1997: Aria e cielo
- 2000: Un'altra vita
- 2005: Le parole
- 2006: Heterogene
- 2006: Tozzi/Masini
- 2007: Le Più Belle Canzoni
- 2009: Superstar
- 2015: Ma che spettacolo

### Álbuns ao vivo
- 1980: In concerto
- 1988: The Royal Albert Hall
- 2009: Non Solo Live
- 2017: 40 anni che ti amo
- 2017: Live all'Arena di Verona - 40 anni che ti amo

### Álbuns de compilação
- 1987: Minuti di un'eternità
- 1991: Le mie canzoni
- 1999: Bagaglio a mano
- 2002: The best of
- 2012: Yesterday, today – The Best of 1976–2012